# Persone di nome József
| Questa pagina contiene informazioni ricavate automaticamente dalle voci biografiche con l'ausilio del template Bio e di un bot. L'aggiornamento è periodico e automatico e ricostruisce completamente la pagina. Se manca una persona in questa lista, sei pregato di non aggiungerla, ma accertati piuttosto che la sua voce biografica contenga il template Bio e che i dati anagrafici siano correttamente compilati. Se il template Bio manca, inseriscilo tu stesso o, in alternativa, metti l'avviso {{tmp\|Bio}} che ne segnala la mancanza. Se i dati riportati sono sbagliati, correggi direttamente la voce biografica; le modifiche saranno visibili in questa lista entro pochi giorni. Per chiarimenti vedi il progetto antroponimi. La lista contiene solo le 123 persone che sono citate nell'enciclopedia e per le quali è stato implementato correttamente il template Bio. Pagina aggiornata al 16 ott 2024. |

Questa è una lista di persone presenti nell'enciclopedia che hanno il prenome József, suddivise per attività principale.

## Allenatori di calcio(12)
- József Beca, allenatore di calcio e calciatore sovietico (Mukačevo, n. 1929 - Mukačevo, † 2011)
- József Bozsik, allenatore di calcio e calciatore ungherese (Budapest, n. 1925 - Budapest, † 1978)
- József Ember, allenatore di calcio e calciatore ungherese (Soroksár, n. 1908 - Norimberga, † 1982)
- József Gelei, allenatore di calcio e ex calciatore ungherese (Kunmadaras, n. 1938)
- József Ging, allenatore di calcio e calciatore ungherese (Budapest, n. 1891 - Tirrenia, † 1983)
- József Kiprich, allenatore di calcio e ex calciatore ungherese (Tatabánya, n. 1963)
- József Künsztler, allenatore di calcio e calciatore ungherese (Budapest, n. 1897 - Nicosia, † 1977)
- József Mészáros, allenatore di calcio e calciatore ungherese (Pesterzsébet, n. 1923 - † 1997)
- József Szabó, allenatore di calcio e ex calciatore sovietico (Ungvár, n. 1940)
- József Szabó, allenatore di calcio e calciatore ungherese (Gönyű, n. 1896 - † 1973)
- József Wereb, allenatore di calcio e calciatore ungherese (Komló, n. 1903)
- József Zakariás, allenatore di calcio e calciatore ungherese (Budapest, n. 1924 - Budapest, † 1971)

## Allenatori di pallacanestro(1)
- József Pálinkás, allenatore di pallacanestro ungherese (n. 1951 - † 2022)

## Architetti(1)
- József Hild, architetto ungherese (Pest, n. 1789 - Pest, † 1867)

## Arcivescovi cattolici(2)
- József Ijjas, arcivescovo cattolico ungherese (Baja, n. 1901 - Kalocsa, † 1989)
- József Kopácsy, arcivescovo cattolico ungherese (Veszprém, n. 1775 - Esztergom, † 1847)

## Calciatori(48)
- József Andrusch, ex calciatore ungherese (Budapest, n. 1956)
- József Bánás, calciatore e allenatore di calcio ungherese (Cífer, n. 1894 - Arona, † 1973)
- József Bencsics, calciatore ungherese (Szombathely, n. 1933 - Budapest, † 1995)
- József Braun, calciatore ungherese (Budapest, n. 1901 - Charkiv, † 1943)
- József Csuhay, ex calciatore ungherese (Eger, n. 1957)
- József Dzurják, ex calciatore ungherese (n. 1961)
- József Dénes, calciatore ungherese (n. 1905 - † 1936)
- József Eisenhoffer, calciatore e allenatore di calcio ungherese (Budapest, n. 1900 - Budapest, † 1945)
- József Fitos, calciatore e allenatore di calcio ungherese (Nova, n. 1959 - † 2022)
- József Fogl, calciatore ungherese (Ujpest, n. 1897 - Budapest, † 1971)
- József Gregor, ex calciatore ungherese (Budapest, n. 1963)
- József Gulyás, calciatore ungherese
- József Háda, calciatore e allenatore di calcio ungherese (Budapest, n. 1911 - Budapest, † 1994)
- József Holzbauer, calciatore ungherese (n. 1901 - † 1978)
- József Horváth, calciatore ungherese (Budapest, n. 1890 - † 1945)
- József Horváth, ex calciatore ungherese (Budapest, n. 1949)
- József Jaloveczky, calciatore ungherese
- József Jeszmás, calciatore ungherese (Vienna, n. 1897 - Budapest, † 1934)
- József Kanta, calciatore ungherese (Keszthely, n. 1984)
- József Kardos, calciatore ungherese (Nagybátony, n. 1960 - † 2022)
- József Keller, ex calciatore ungherese (Nagykanizsa, n. 1965)
- József Kovács, ex calciatore ungherese (Balatonlelle, n. 1949)
- József Károlyi, calciatore ungherese (n. 1925 - † 2005)
- József Kónya, calciatore ungherese (Ercsi, n. 1920 - † 1987)
- Gedeon Eugen Lukács, calciatore ungherese (Újpest, n. 1903 - Budapest, † 1949)
- József Moravetz, calciatore rumeno (n. 1911 - † 1990)
- József Nagy, ex calciatore ungherese (Nádasd, n. 1960)
- József Nagy, calciatore e allenatore di calcio ungherese (Budapest, n. 1892 - Budapest, † 1963)
- József Nemes, calciatore ungherese (Budapest, n. 1911 - † 1987)
- József Pálinkás, calciatore ungherese (Seghedino, n. 1912 - Budapest, † 1991)
- József Pokorny, calciatore ungherese (Budapest, n. 1882 - Budapest, † 1955)
- József Péter, calciatore ungherese (Budapest, n. 1904 - Budapest, † 1973)
- József Raduly, calciatore ungherese (Budapest, n. 1927 - † 2022)
- József Szendrei, ex calciatore ungherese (Karcag, n. 1954)
- József Sándor, calciatore ungherese (n. 1900 - † 1948)
- József Takács, calciatore ungherese (Budapest, n. 1904 - Budapest, † 1983)
- József Tóth, calciatore ungherese (Mosonmagyaróvár, n. 1951 - † 2022)
- József Turay, calciatore ungherese (Eger, n. 1905 - Budapest, † 1963)
- József Tóth, calciatore ungherese (Mersevát, n. 1929 - † 2017)
- József Urik, calciatore ungherese (n. 1897 - † 1976)
- József Vágó, calciatore ungherese (n. 1906 - † 1945)
- József Varga, ex calciatore ungherese (Budapest, n. 1954)
- József Varga, calciatore ungherese (Debrecen, n. 1988)
- József Viola, calciatore e allenatore di calcio ungherese (Komárom, n. 1896 - Bologna, † 1949)
- József Windecker, calciatore ungherese (Seghedino, n. 1992)
- József Zilisy, calciatore ungherese (Budapest, n. 1899 - Acqui Terme, † 1982)
- József Zsámboki, calciatore ungherese (Budapest, n. 1933 - † 2011)
- József Újvári, calciatore ungherese (Tóalmás, n. 1904 - Budapest, † 1945)

## Canoisti(2)
- József Deme, ex canoista ungherese (n. 1951)
- József Hunics, canoista ungherese (Ráckeresztúr, n. 1936 - Budapest, † 2012)

## Cantanti(1)
- Joci Pápai, cantante e rapper ungherese (Tata, n. 1981)

## Cardinali(3)
- József Batthyány, cardinale e arcivescovo cattolico ungherese (Vienna, n. 1727 - Presburgo, † 1799)
- József Mindszenty, cardinale e arcivescovo cattolico ungherese (Csehimindszent, n. 1892 - Vienna, † 1975)
- József Samassa, cardinale e arcivescovo cattolico ungherese (Zlaté Moravce, n. 1828 - Eger, † 1912)

## Cavalieri(1)
- József von Platthy, cavaliere ungherese (Karancskeszi, n. 1900 - Budapest, † 1990)

## Cestisti(4)
- József Kovács, cestista e allenatore di pallacanestro ungherese (Baja, n. 1937 - † 2016)
- József Kozma, cestista ungherese (Zalaegerszeg, n. 1925 - Budapest, † 1994)
- József Prieszol, ex cestista ungherese (Budapest, n. 1942)
- József Verbényi, cestista ungherese (Rákosszentmihály, n. 1924 - Budapest, † 2014)

## Cuochi(1)
- József Dobos, cuoco, pasticcere e imprenditore ungherese (Pest, n. 1847 - Budapest, † 1924)

## Dirigenti d'azienda(1)
- József Váradi, manager ungherese (Debrecen, n. 1965)

## Dirigenti sportivi(2)
- József Garami, dirigente sportivo, allenatore di calcio e ex calciatore ungherese (Pécs, n. 1939)
- József Szabó, dirigente sportivo, allenatore di calcio e ex calciatore ungherese (Dorog, n. 1956)

## Drammaturghi(1)
- József Katona, drammaturgo ungherese (Kecskemét, n. 1791 - † 1830)

## Giavellottisti(1)
- József Várszegi, giavellottista ungherese (Győr, n. 1910 - Budapest, † 1977)

## Ginnasti(1)
- József Keresztessy, ginnasta ungherese (Budapest, n. 1885 - Toronto, † 1962)

## Lottatori(3)
- József Balla, lottatore ungherese (n. 1955 - Kecskemét, † 2003)
- József Csatári, lottatore ungherese (Budapest, n. 1943 - † 2021)
- József Palotás, lottatore ungherese (Budapest, n. 1911 - Budapest, † 1957)

## Martellisti(1)
- József Csermák, martellista ungherese (Senec, n. 1932 - Tapolca, † 2001)

## Mezzofondisti(2)
- József Kovács, mezzofondista ungherese (Nyíregyháza, n. 1926 - Budapest, † 1987)
- József Nagy, mezzofondista e velocista ungherese (Sárkeresztúr, n. 1884 - Balatonszepezd, † 1952)

## Nobili(2)
- József Majláth, nobile, politico e organista ungherese (Pécs, n. 1858 - Ófehértó, † 1940)
- József Zichy, nobile e politico ungherese (Presburgo, n. 1841 - Voderady, † 1924)

## Nuotatori(4)
- József Katona, nuotatore ungherese (Eger, n. 1941 - † 2016)
- József Munk, nuotatore ungherese (Budapest, n. 1890)
- József Ónody, nuotatore ungherese (Ercsi, n. 1882 - Budapest, † 1957)
- József Szabó, ex nuotatore ungherese (Budapest, n. 1969)

## Ostacolisti(1)
- József Kovács, ostacolista e velocista ungherese (Budapest, n. 1911 - Budapest, † 1990)

## Pallanuotisti(1)
- József Vértesy, pallanuotista ungherese (Sombor, n. 1901 - Budapest, † 1983)

## Pentatleti(1)
- József Demeter, pentatleta ungherese (n. 1962)

## Pittori(2)
- József Breznay, pittore ungherese (Budapest, n. 1916 - Budapest, † 2012)
- József Rippl-Rónai, pittore ungherese (Kaposvár, n. 1861 - Kaposvár, † 1927)

## Poeti(3)
- József Bajza, poeta e critico letterario ungherese (Szűcsi, n. 1804 - Pest, † 1858)
- József Erdélyi, poeta ungherese (Újbátorpuszta, n. 1896 - Budapest, † 1978)
- József Gvadányi, poeta ungherese (Rudabánya, n. 1725 - Szakolca, † 1801)

## Politici(4)
- József Antall, politico ungherese (Budapest, n. 1932 - Budapest, † 1993)
- József Gera, politico e medico ungherese (Makó, n. 1896 - Budapest, † 1946)
- József Szlávy, politico ungherese (Győr, n. 1818 - Zsitvaújfalu, † 1900)
- József Szájer, politico ungherese (Sopron, n. 1961)

## Presbiteri(1)
- József Koller, presbitero ungherese (n. 1745 - † 1832)

## Pugili(1)
- Joe Bugner, ex pugile e attore britannico (Szőreg, n. 1950)

## Scacchisti(2)
- József Pintér, scacchista ungherese (Budapest, n. 1953)
- József Szén, scacchista ungherese (Budapest, n. 1805 - † 1857)

## Schermidori(7)
- József Gyuricza, schermidore ungherese (Hódmezővásárhely, n. 1934 - Budapest, † 2020)
- József Hatz, schermidore ungherese (Arač, n. 1904 - Budapest, † 1988)
- József Marosi, ex schermidore ungherese (Budapest, n. 1934)
- József Navarrete, ex schermidore ungherese (Santa Clara, n. 1965)
- József Rády, schermidore ungherese (Szekszárd, n. 1884 - Balatonkenese, † 1957)
- József Sákovics, schermidore ungherese (Budapest, n. 1927 - Budapest, † 2009)
- József Szerencsés, schermidore ungherese (Budapest, n. 1934 - Budapest, † 1971)

## Scrittori(4)
- József Darvas, scrittore e politico ungherese (Oroshàza, n. 1912 - Budapest, † 1973)
- József Eötvös, scrittore e politico ungherese (Buda, n. 1813 - Pest, † 1871)
- József Kármán, scrittore ungherese (Losonc, n. 1769 - Pest, † 1795)
- József Nyírő, scrittore ungherese (Székelyzsombor, n. 1889 - Madrid, † 1953)

## Sollevatori(1)
- József Jacsó, ex sollevatore ungherese (Mezőkövesd, n. 1962)

## Tennisti(1)
- József Asbóth, tennista ungherese (Szombathely, n. 1917 - Monaco di Baviera, † 1986)